# Rhaphuma klapperichi
Rhaphuma klapperichi är en skalbaggsart som beskrevs av Friedrich F. Tippmann 1955. Rhaphuma klapperichi ingår i släktet Rhaphuma och familjen långhorningar. Inga underarter finns listade i Catalogue of Life.